# Диалло, Ибраима
Ибраима Диалло (исп. Ibrahima Diallo; 8 марта 1999, Тур, Франция) — французский футболист сенегальского происхождения, полузащитник клуба «Саутгемптон».

## Клубная карьера
Диалло — воспитанник клубов «Ангулем», «Тур», «Шамбра ле Тур» и «Монако». Поиграв немного за академию последнего, Ибраима в поисках игровой практики был арендован «Брестом». 17 августа 2018 года в матче против «Сошо» он дебютировал в Лиге 2. По итогам сезона Брест вышел в элиту и выкупил трансфер Ибраима. Сумма трансфера составила 2 млн. евро. 10 августа 2019 года в матче против «Тулузы» он дебютировал в Лиге 1. Летом 2020 года Диалло перешёл в английский «Саутгемптон» за 15 млн фунтов, подписав контракт на 4 года. 17 октября в матче против «Челси» он дебютировал в английской Премьер-лиге. 

## Карьера в сборной
В 2019 году Диалло в составе молодёжной сборной Франции принял участие в молодёжном чемпионате мира в Польше. На турнире он сыграл в матчах против команд Панамы, Мали и США.